# 筋枝
筋枝（きんし）は頚神経ワナと呼ばれるループを形成し舌骨下筋群（胸骨甲状筋・甲状舌骨筋・胸骨舌骨筋・肩甲舌骨筋）とオトガイ舌骨筋へ分布する。
さらにC3～C5から出る横隔神経は前斜角筋の前面に沿って下り、鎖骨下動脈と鎖骨下静脈の間を通った後、心膜と胸膜の間を下降して横隔膜に達しこれを支配する。その他頚神経からは胸鎖乳突筋・僧帽筋・椎前筋群・斜角筋群などへ分布する。